# جاستن هودج
جاستن هودج (بالإنجليزية: Justin Hodge)‏ هو عسكري أمريكي، ولد في 21 أبريل 1815 في Roxbury, Boston ‏ في الولايات المتحدة، وتوفي في 22 أكتوبر 1900 في Barkhamsted, Connecticut ‏ في الولايات المتحدة.